# (36616) 2000 QZ149
2000 QZ149 (asteroide 36616) é um asteroide da cintura principal. Possui uma excentricidade de 0.14441120 e uma inclinação de 6.06035º.
Este asteroide foi descoberto no dia 25 de agosto de 2000 por LINEAR em Socorro.